# 어웨이 유니폼
어웨이 유니폼(away uniform)은 팀 스포츠에서 홈 팀에 방문하는 팀이 착용하는 유니폼이다.
부 유니폼 혹은 세컨드 유니폼(second uniform)이라고 불리며 영국식 영어로는 어웨이 킷(away kit) 그리고 미국식 영어로는 로드 유니폼(road uniform) 등 여러 명칭으로 불린다.

## 같이 보기
- 서드 유니폼
- 레트로 유니폼